# Frank Poincaré
Frank Poincaré – jednostka rozrachunkowa, która była używana w międzynarodowej regulacji odpowiedzialności. Jest definiowana jako 65,5 miligrama złota próby 900. Dawniej był równowarty frankowi francuskiemu, jednak od 1920 r. już nie.
Praktyka jego przeliczania na narodowe waluty różni się w zależności od państwa; w większości państw współczynnik przeliczeniowy jest oparty nie na rynkowej wartości złota, lecz na cenie oficjalnej (pozostałość standardu złota, często znacznie poniżej jego ceny rynkowej). Frank Poincaré został zastąpiony w większości swoich funkcji przez Specjalne prawa ciągnienia.
Konwencje, które odwoływały się do Franka Poincaré to między innymi:
- Konwencja o ujednostajnieniu niektórych prawideł dotyczących międzynarodowego przewozu lotniczego,
- Międzynarodowa Konwencja o odpowiedzialności cywilnej za szkody spowodowane zanieczyszczeniem olejami,
- Międzynarodowa Konwencja o utworzeniu Międzynarodowego Funduszu odszkodowań za szkody spowodowane zanieczyszczeniem olejami.